# S&W M657
S&W M657（英: Smith&Wesson Model.657）は、アメリカのスミス&ウェッソン社が開発した回転式拳銃である。

## 仕様
1964年に同社より発売されたS&W M57のステンレス製モデルで、1986年に発売された。
弾薬は同じく、.41マグナム弾を使用し、大型のNフレームに銃身長は3インチ、6インチ、7.5インチ、8.375インチモデルが存在し（アンダーラグもモデルによってフルラグタイプ、もしくはハーフラグタイプがある）、サイトはフロントサイトが固定式ランプタイプ、リアサイトが微調整可能なアジャスタブルタイプで、グリップは初期は木製のスクエアバットグリップ、もしくはコンバットグリップだったが、後にラバーグリップとなり、シリンダーはフルーテッドシリンダー、もしくは耐久性の高いノンフルーテッドシリンダーとなったモデルもある。
カスタム部門のパフォーマンスセンターからはクロームフラッシュドハンマー、及びトリガーに加え、2.625インチバレル、木製のユーティライゼーズ・チェッカードグリップを備えた小型モデルも発売されたが、2020年現在、M657の生産は行われていない。